# Talaromyces unicus
Talaromyces unicus är en svampart som beskrevs av Tzean, J.L. Chen & Shiu 1992. Talaromyces unicus ingår i släktet Talaromyces och familjen Trichocomaceae.   Inga underarter finns listade i Catalogue of Life.